# Avro 571
Die Avro 571 war ein zweisitziger Doppeldecker des britischen Herstellers Avro.

## Allgemeines
Als bei Avro bekannt wurde, dass die britische Marine beabsichtigte, die Blackburn Dart durch einen modernen Typ zu ersetzen, entwickelte man mit der 571 ein decklandefähiges Flugzeug für den Einsatz als Torpedobomber und Seeaufklärer in der Hoffnung, nach der Vorstellung des Prototyps einen Auftrag für eine Serienfertigung zu erhalten.
Die 571, ein einstieliger Doppeldecker, der erstmals im Jahre 1926 flog, war mit einem 450 hp leistenden Napier-Lion-VA-Motor bestückt. Die Tragflächen waren für den Einsatz an Bord von Schiffen klappbar ausgeführt. Querruder befanden sich nur an den unteren Flächen, Seiten- und Höhenruder waren baugleich mit denen der Avro 555 Bison II. Der Rumpf bestand aus einem Stahlrohrrahmen, der teilweise mit Duraluminium, teilweise mit Stoff verkleidet war. Das Fahrwerk war öl- und gummigefedert.
Der Pilot hatte eine gute Sicht nach vorn, wichtig für die schwierigen Deckslandungen. Am Platz des zweiten Besatzungsmitglieds befand sich eine Funkanlage und, sofern die Maschine als Aufklärer verwendet wurde, eine Kamera – ansonsten fungierte der zweite Mann als Bomben- oder Torpedoschütze. Als Bewaffnung waren ein synchronisiertes Vickers-MG, das seitlich am Rumpf angebracht nach vorne durch den Luftschraubenkreis feuerte sowie ein auf einer Lafette am hinteren Sitzplatz angebrachtes Lewis-Doppel-MG vorgesehen.
Für den Fall von Notwasserungen waren einerseits Luftsäcke im Rumpf angebracht, andererseits befand sich am 160 Gallonen (727 Liter) fassenden Haupttank ein Schnellventil, der in kürzester Zeit den Treibstoff im Tank durch Auftrieb liefernde Luft ersetzen konnte.
Während der Flugerprobung der inzwischen Avro 571 Buffalo genannten Maschine beschloss man, das anfangs abgerundete Seitenleitwerk und -ruder gegen eine größere rechteckige Ausführung auszutauschen.
Es folgten Vergleichsflüge zwischen der Buffalo und den Konkurrenzmodellen Blackburn Ripon und Handley Page H.P.31 Harrow, aus denen die Harrow als Sieger hervorging.
So wurde die Buffalo 1927 nach Hamble in das Avro-Werk zurückgebracht und mit neuen Tragflächen versehen. Die ehemals abgerundeten Flächenenden waren nun ebenfalls rechteckig, und nunmehr waren an allen Flächen Querruder angebracht. Mit der neuen Motorisierung, einem 530 hp leistenden Napier-Lion-XIA-Triebwerk, erhielt die Maschine die Typenbezeichnung 572 Buffalo II.
Im Juli 1928 erwarb das britische Luftfahrtministerium die Maschine, nachdem sie in Hamble zu einem Seeflugzeug umgebaut worden war. Mit zwei Schwimmern aus Duraluminium ausgestattet flog sie einige Zeit lang in dieser Form in Felixstowe.

### Projekt Avro 597
Ein leichter Bomber in einer Version als Landflugzeug unter der Bezeichnung Avro 597 auf Basis der 571 war zwar geplant, kam aber nie zur Ausführung.

## Technische Daten
| Avro 571               |                                                                           |
| Kenngröße              | Daten                                                                     |
| Länge                  | 11,13 m                                                                   |
| Höhe                   | 4,19 m                                                                    |
| Flügelspannweite       | 14,02 m                                                                   |
| Tragflügelfläche       | 63,57 m²                                                                  |
| Antrieb                | ein Y12-Motor Napier Lion VA mit einer Leistung von 335,57 kW (456,24 PS) |
| Höchstgeschwindigkeit  | 217 km/h                                                                  |
| Reisegeschwindigkeit   | 169 km/h                                                                  |
| Dienstgipfelhöhe       | 4.115 m                                                                   |
| Steigrate              | 235 m/min                                                                 |
| Reichweite vollgetankt | 1.046 km                                                                  |
| Besatzung              | 2 Mann                                                                    |
| Leergewicht            | 1.920 kg                                                                  |
| max. Startgewicht      | 3.370 kg                                                                  |